# Emma Lincoln-Smith
Emma Lincoln-Smith (* 28. November 1985 in Warriewood, New South Wales) ist eine australische Skeletonpilotin.
Emma Lincoln-Smith betreibt Skeleton seit 2004, seitdem gehört sie auch dem australischen Nationalkader an. Die Narabeenerin wird von Terry Holland trainiert. Ihr internationales Debüt gab die Australierin im November 2004 im Rahmen eines Rennens des America’s Cup in Calgary, wo sie Elfte wurde. Ein Jahr später startete sie in Lake Placid auch erstmals in Skeleton-Weltcup und wurde 15. in ihrem ersten Rennen. 2007 trat sie erstmals bei einer Skeleton-Weltmeisterschaft an und wurde in St. Moritz Zwölfte. Im ersten Rennen der Weltcup-Saison 2007/08 erreichte sie als Neunte in Calgary ihre erste Platzierung unter den besten Zehn. Ihr bestes Resultat im Weltcup schaffte Lincoln-Smith 2008 in Igls, wo sie Sechste wurde. Noch besser war das Resultat bei der Skeleton-Weltmeisterschaft 2009 in Lake Placid, bei denen die Australierin Fünfte wurde. Bei den Olympischen Winterspielen 2010 in Vancouver belegte sie den 10. Platz. Bei der Weltmeisterschaft 2011 in Königssee wurde sie Zwölfte.
Bevor Lincoln-Smith zum Skeletonsport wechselte, betrieb sie in Australien das als Sport betriebene Lebensretten und wurde 2004 Drittplatzierte bei den australischen U-19-Meisterschaften. Ihre Schwester Holly Lincoln-Smith ist eine australische Wasserball-Nationalspielerin.